# 신현빈
신현빈(申鉉彬, 본명: 곽현빈(郭鉉彬), 1986년 4월 10일 ~)은 대한민국의 배우이다.
어렸을 때부터 미술을 접해 학창시절에는 미술을 전공했다. 하지만 한예종 입학 후 연기와 미술 사이에서 고민하다 졸업 후 연기로 진로를 변경했다. 2010년 영화 《방가? 방가!》에서 베트남 출신 노동자 장미 역을 연기하면서 배우로 데뷔하였고 2011년 백상예술대상 영화부문 여자 신인연기상을 수상했다. 이후 드라마 《무사 백동수》(2011), 《발효가족》(2012), 《미미》(2014) 등에 출연했다.

## 학력
- 한국예술종합학교 미술원 미술이론과 예술사(졸업)

## 출연 작품

### 영화
| 연도 | 제목                          | 역할     | 감독   | 비고     |
| ---- | ----------------------------- | -------- | ------ | -------- |
| 2010 | 방가? 방가!                   | 장미     | 육상효 |          |
| 2012 | 강철대오: 구국의 철가방       | 현장기자 | 육상효 | 특별출연 |
| 2013 | 멀리서 내가                   | 지안     |        | 독립영화 |
| 2015 | 어떤살인                      | 채지은   | 안용훈 |          |
| 2017 | 공조                          | 화령     | 김성훈 |          |
| 2018 | 7년의 밤                      | 문하영   | 추창민 |          |
| 2018 | 변산                          | 류미경   | 이준익 |          |
| 2018 | PMC: 더 벙커                  | 이지수   | 김병우 | 특별출연 |
| 2019 | 힘을 내요, 미스터 리          | 혜영     | 이계벽 |          |
| 2020 | 클로젯                        | 승희     | 김광빈 |          |
| 2020 | 지푸라기라도 잡고 싶은 짐승들 | 미란     | 김용훈 |          |
| 2025 | 계시록                        | 이연희   | 연상호 |          |
| 2025 | 얼굴                          | 정영희   | 연상호 |          |

### 드라마
| 연도 | 방송사 | 제목                | 역할          | 비고       |
| ---- | ------ | ------------------- | ------------- | ---------- |
| 2011 | SBS    | 무사 백동수         | 유지선        | 29부작     |
| 2012 | JTBC   | 발효가족            | 유키에        | 24부작     |
| 2012 | SBS    | 가족사진            | 한미화        | 추석특집극 |
| 2014 | M.net  | 미미                | 장은혜        | 4부작      |
| 2016 | JTBC   | 마담 앙트완         | 클레어        | 16부작     |
| 2017 | KBS2   | 추리의 여왕         | 정지원        | 16부작     |
| 2017 | tvN    | 아르곤              | 채수민        | 8부작      |
| 2018 | JTBC   | 그냥 사랑하는 사이  |               | 특별출연   |
| 2018 | OCN    | 미스트리스          | 김은수        | 12부작     |
| 2019 | tvN    | 자백                | 하유리        | 16부작     |
| 2020 | tvN    | 슬기로운 의사생활   | 장겨울        | 12부작     |
| 2021 | tvN    | 슬기로운 의사생활2  | 장겨울        | 12부작     |
| 2021 | JTBC   | 너를 닮은 사람      | 구해원 / 한나 | 16부작     |
| 2022 | TVING  | 괴이                | 이수진        | 6부작      |
| 2022 | JTBC   | 재벌집 막내아들     | 서민영        | 16부작     |
| 2023 | ENA    | 사랑한다고 말해줘   | 정모은        | 16부작     |
| 2024 | 채널A  | 새벽 2시의 신데렐라 | 하윤서        | 10부작     |

### 라디오
| 연도 | 방송사     | 제목              | 역할               | 비고      |
| ---- | ---------- | ----------------- | ------------------ | --------- |
| 2020 | SBS 파워FM | 장예원의 씨네타운 | 게스트 with 정가람 | 2월 6일   |
| 2021 | KBS coolFM | 조우종의 FM대행진 | 게스트             | 10월 13일 |
| 2022 | SBS 파워FM | 박하선의 씨네타운 | 게스트 with 구교환 | 4월 25일  |
| 2022 | SBS 파워FM | 딘딘의 뮤직하이   | 게스트             | 5월 2일   |

### 연극
- 2012년 《돌아서서 떠나라》 ... 채희주 역

### 뮤직 비디오
| 연도 | 가수명          | 곡명                  |
| ---- | --------------- | --------------------- |
| 2011 | 김진표          | 〈가지말걸 그랬어〉   |
| 2013 | 김진표          | 〈좀비〉              |
| 2014 | 에피톤 프로젝트 | 〈미움〉              |
| 2017 | 예성            | 〈봄날의 소나기〉     |
| 2021 | 젝스키스        | 〈뒤돌아보지 말아요〉 |

## 수상 및 후보
| 연도 | 시상식                       | 부문                     | 작품                          | 결과 |
| ---- | ---------------------------- | ------------------------ | ----------------------------- | ---- |
| 2010 | 제8회 대한민국 영화대상      | 신인여우상               | 방가? 방가!                   | 후보 |
| 2011 | 제8회 맥스무비 최고의 영화상 | 최고의 여자신인배우상    | 방가? 방가!                   | 후보 |
| 2011 | 제47회 백상예술대상          | 영화부문 여자 신인연기상 | 방가? 방가!                   | 수상 |
| 2011 | SBS 연기대상                 | 뉴스타상                 | 무사 백동수                   | 수상 |
| 2019 | 제12회 코리아드라마어워즈    | 여자 신인상              | 자백                          | 후보 |
| 2021 | 제41회 청룡영화상            | 신인여우상               | 지푸라기라도 잡고 싶은 짐승들 | 후보 |
| 2022 | 코리아드라마어워즈           | 여자 최우수연기상        | 너를 닮은 사람                | 수상 |